# The Pearl-Qatar
The Pearl Qatar, også kaldt Riviera Arabia (ligesom den franske Riviera), er en menneskeskabt ø, som er bygget ud fra Dohas kyst. The Pearl er bygget tæt på det berømte West Bay Lagoon område. Det har kostet omkring 15 milliarder kr. at bygge øen. Den 4 millioner m² store ø er designet til at ligne en snor, hvorpå der er bygget bugte, der skal forestille perler og diamanter. Øens areal gør, at Qatars kystlinje bliver lidt over 40 km længere.

## Bygninger på The Pearl
Husene og lejlighederne på øen vil være i Riviera-stil og vil kunne tilbyde 7.600 boliger, der skal huse omkring 30.000 mennesker. Boligerne består af 21 højhuse på hver 20 etager samt 410 byhuse og villaer. The Pearl består desuden af 10 områder (Porto Arabia, Viva Bahriyah, Costa Malaz, Isola Dana, The Quartiers, La Plage Villas, Bhari Villas, The Grand Cruz). Ud over boliger bliver der også bygget tre luksushoteller (bl.a. Four Seasons), fire marinaer, hvori der er plads til 700 både, fritidsaktiviteter og omkring 60,000 m² indkøbscentre og restauranter.

## Ejendomme på The Pearl
The Pearl er Qatars første internationale ejendomssalg, og landets første projekt, hvor man ikke lejer sin bolig (99-års leje), men ejer den 100%. Projektet The Pearl startede den 5. april 2004. Antallet af beboere steg fra 19.000 i 2015 til 27.000 i 2017.